# Africada labiodental eyectiva
La africada labiodental eyectiva es un sonido consonántico no pulmonar el cual está presente en algunos idiomas hablados, la mayoría de los idiomas que tienen este fonema están ubicados en África, el símbolo que representa este fonema en el alfabeto fonético internacional es el de una africada labiodental sorda ⟨p̪f⟩ con el apóstrofo modificador de una consonante eyectiva.

## Características
- La forma de articulación es africada, lo que significa que se produce al detener primero el flujo de aire por completo, y luego permitir que el aire fluya a través de un canal restringido en el lugar de la articulación, lo que causa turbulencia.
- labiodental, lo que significa que se articula con el labio inferior y los dientes superiores.
- Su fonación es sorda, lo que significa que se produce sin vibraciones de las cuerdas vocales.
- Es una consonante oral, lo que significa que se permite que el aire escape solo por la boca.
- Es una consonante central, lo que significa que se produce al dirigir la corriente de aire a lo largo del centro de la lengua, en lugar de a los lados.
- El mecanismo de la corriente de aire es eyectivo (egresivo glótico), lo que significa que el aire es expulsado al bombear la glotis hacia arriba.

## Ocurre en
En los idiomas que se ha informado que aparece este fonema no pulmonar son los siguientes:
- Tsetsaut[1][2]

- Afade[3][4]

- Venda[5]